# China Construction Bank
China Construction Bank Corporation, CCB, (förenklade kinesiska tecken: 中国建设银行, traditionella kinesiska tecken: 中國建設銀行, pinyin: Zhōngguó Jiànshè Yínháng) är en kinesisk bankkoncern och rankas år 2017 som världens näst största publika bolag och näst största banken i Kina.